# Chaos Computer Club
Der Chaos Computer Club (CCC) ist ein 1981 gegründeter deutscher Verein, in dem sich Hacker zusammengeschlossen haben. Der Verein hat sich zu einer maßgebenden Nichtregierungsorganisation (NGO) in allen Fragen der Computersicherheit entwickelt.
Die Informationsgesellschaft – so der CCC – erfordere „ein neues Menschenrecht auf weltweite, ungehinderte Kommunikation“, weshalb der Club sich „grenzüberschreitend für Informationsfreiheit einsetzt und mit den Auswirkungen von Technologien auf die Gesellschaft sowie das einzelne Lebewesen beschäftigt“.
Die Mitgliedschaft steht jedem offen, der sich mit diesen Zielen identifizieren kann. Der CCC ist ein eingetragener Verein nach deutschem Recht mit Sitz in Hamburg und hat nach eigenen Angaben über 8.000 Mitglieder (Stand 2024). Er wurde gegründet, um Hackern eine Plattform zu geben und über Aktivitäten berichten zu können. Die Mitarbeit im CCC ist nicht an eine Mitgliedschaft gebunden.

## Struktur und Veranstaltungen

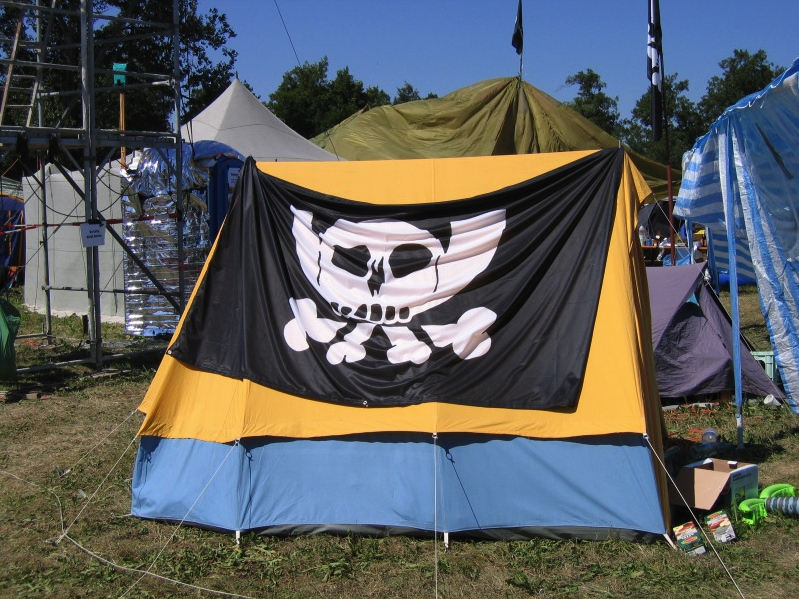
Zelt auf dem Chaos Communication Camp mit Pesthörnchen-Flagge

Der CCC e. V. sieht sich als „galaktische Gemeinschaft von Lebewesen“ und ist dezentral in regionalen Gruppen organisiert. Kleinere Gruppen heißen Chaostreffs, während sich aktivere und größere Erfa-Kreise (Erfahrungsaustauschkreise) nennen.
Mitglieder und Interessierte treffen sich seit 1984 einmal jährlich zum Chaos Communication Congress. Außerdem findet seit 1999 im 4-Jahres-Takt im Sommer das Chaos Communication Camp statt. Der internationale Charakter des Camps hat sich inzwischen auf den Kongress übertragen, so dass dieser seinem Untertitel „Die europäische Hacker-Party“ nachkommt und Englisch als Konferenzsprache dominiert. Neben den vielen Vorträgen über technische und gesellschaftspolitische Themen gibt es auch Workshops, zum Beispiel über das Lockpicking. Die viertägige Gulaschprogrammiernacht in Karlsruhe wird vom Entropia e. V. organisiert und ist mit zuletzt etwa 2000 Teilnehmern (Stand 2023) die zweitgrößte jährliche Veranstaltung. Zu Ostern findet regelmäßig in kleinerem Rahmen der Workshop-orientierte Easterhegg statt. Darüber hinaus gibt es über das Jahr verteilt viele kleine Veranstaltungen mit bis zu 200 Personen, die von regionalen Gruppen organisiert werden und teils ein offenes Zusammenkommen der Gemeinschaft sind, teils Vorträge zu einem bestimmten Thema bieten.
Der traditionelle Preis „CCCeBIT-Award“ wurde bis 2007 jedes Jahr zur Computermesse Cebit in Hannover verliehen.
Die überwachungskritischen Demonstrationen Freiheit statt Angst wurden vom Chaos Computer Club unterstützt und teilweise mit eigenen Mobilen begleitet.

## Publikationen, Radio, Podcasts
Der CCC gibt die Zeitschrift Die Datenschleuder, das wissenschaftliche Fachblatt für Datenreisende, heraus. Zusätzlich ist in den 1980er Jahren in zwei Ausgaben die Hackerbibel erschienen, ein umfangreiches Kompendium und Sammelsurium mit zahlreichen Dokumenten der Hackerszene. Die dritte Ausgabe der Hackbibel erschien 2024.
Von 1989 bis 1992 gab der Verein mit der Chalisti eines der ersten deutschsprachigen elektronischen Magazine heraus. Die Hackerbibeln und alle Ausgaben der Datenschleuder bis zum Jahr 2000 sind digitalisiert und auf der Chaos-CD erhältlich. Außerdem wurde seit dem 21. Chaos Communication Congress (2004) über mehrere Jahre ein Tagungsband verfasst und veröffentlicht.
Auf dem Radiosender Fritz aus Potsdam wurde von 1995 bis 2019 im Rahmen der Sendung Blue Moon das Chaosradio ausgestrahlt, es wird vom CCC seitdem in Eigenregie als Podcast betrieben. Weitere Radiosendungen des CCC sind C-RaDaR aus Darmstadt, /dev/radio aus Ulm, Radio Chaotica aus Karlsruhe, Freibyte aus Freiburg im Breisgau, Fnordfunk aus Mainz, Pentaradio aus Dresden, Sibyllinische Neuigkeiten aus Essen, Nerds on Air aus Wien und Hackerfunk aus Zürich. Im Chaosradio Podcast Network werden zahlreiche Podcasts des CCC angeboten.
Schließlich nutzt der CCC als Medium zur Informationsverbreitung auch Mastodon, Twitter und einen Blog.

## Organisationsform
Der Chaos Computer Club hat 1999 zur Veranstaltung des Chaos Communication Camps die Chaos Computer Club Veranstaltungsgesellschaft mbH, einer GmbH nach deutschem Recht, gegründet, deren Geschäftsführer bis 2006 Tim Pritlove war. Diese richtet seitdem die Großveranstaltungen des CCC aus.  Eine ehrenamtliche Sprecherin des Vereins ist Constanze Kurz.
2003 kam die Wau Holland Stiftung als gemeinnützige Organisation hinzu, die seitdem Veranstaltungen und Projekte des CCC trägt.
Als eine Art „regionaler Niederlassungen“ gibt es sogenannte Erfa-Kreise (Erfahrungsaustausch-Kreis) und Chaostreffs. Die Erfa-Kreise sind fest in der Satzung verankert und bilden in der Regel lokale Vereine mit Clubräumen.
Erfa-Kreise gibt es derzeit (Stand 2025) in den deutschen Städten Aachen, Bamberg, Berlin, Bremen, Darmstadt, Dortmund, Dresden, Düsseldorf, Erlangen, Essen, Flensburg, Frankfurt am Main, Freiburg, Fulda, Göttingen, Hamburg, Hannover, Kaiserslautern, Karlsruhe, Kassel, Köln, Leipzig, Lübeck, Mainz/Wiesbaden, Mannheim, München, Paderborn, Siegen, Stuttgart, Ulm, Unna, Würzburg sowie in Basel, Salzburg, Wien (C3W) und Zürich (CCCZH).
Chaostreffs sind losere Zusammenkünfte von Mitgliedern und Interessierten.
Häufig arbeitet der CCC auch mit anderen Organisationen zusammen, die sich gegen Zensur, für Informationsfreiheit oder den Datenschutz einsetzen, wie dem FITUG und digitalcourage (vormals FoeBuD). Außerdem ist er Mitunterzeichner der gemeinsamen Erklärung des AK Vorrat zum Gesetzesentwurf über die Vorratsdatenspeicherung.
Der Ortsverband D23 des DARC, auch Chaoswelle genannt, ist eine dem CCC nahestehende Gemeinschaft von Funkamateuren.

## Chaos Computer Club Frankreich
Der Chaos Computer Club France (CCCF) bestand von 1989 bis 1993. Er wurde von Jean-Bernard Condat unter Regie von Jean-Luc Delacour, einem Geheimagenten des französischen Nachrichtendienstes Direction de la surveillance du territoire, gegründet und geführt. Das primäre Ziel war, die französische Hackercommunity zu überwachen und Informationen über sie zu sammeln.
Der CCCF gab vom 4. Januar 1993 bis 5. August 1993 ein digitales Magazin namens Chaos Digest (ChaosD) mit insgesamt 73 Ausgaben heraus (ISSN 1244-4901).

## Geschichte

### Gründung
Der CCC wurde am 12. September 1981 in West-Berlin am Tisch der Kommune I in den Redaktionsräumen der taz gegründet. Jedoch entwickelte sich der Club in den folgenden Jahren hauptsächlich in Hamburg, da sich dort die Gründungsmitglieder Wau Holland und Klaus Schleisiek alias Tom Twiddlebit aufhielten.
Anfang 1984 wurde die erste Ausgabe der Vereinszeitschrift Die Datenschleuder veröffentlicht. Mitte 1984 wurde ein selbst gebautes, von der Bundespost nicht zugelassenes Modem entwickelt, das Datenklo, dessen Bauanleitung 1985 in der Hackerbibel abgedruckt wurde.

### Btx-Hack

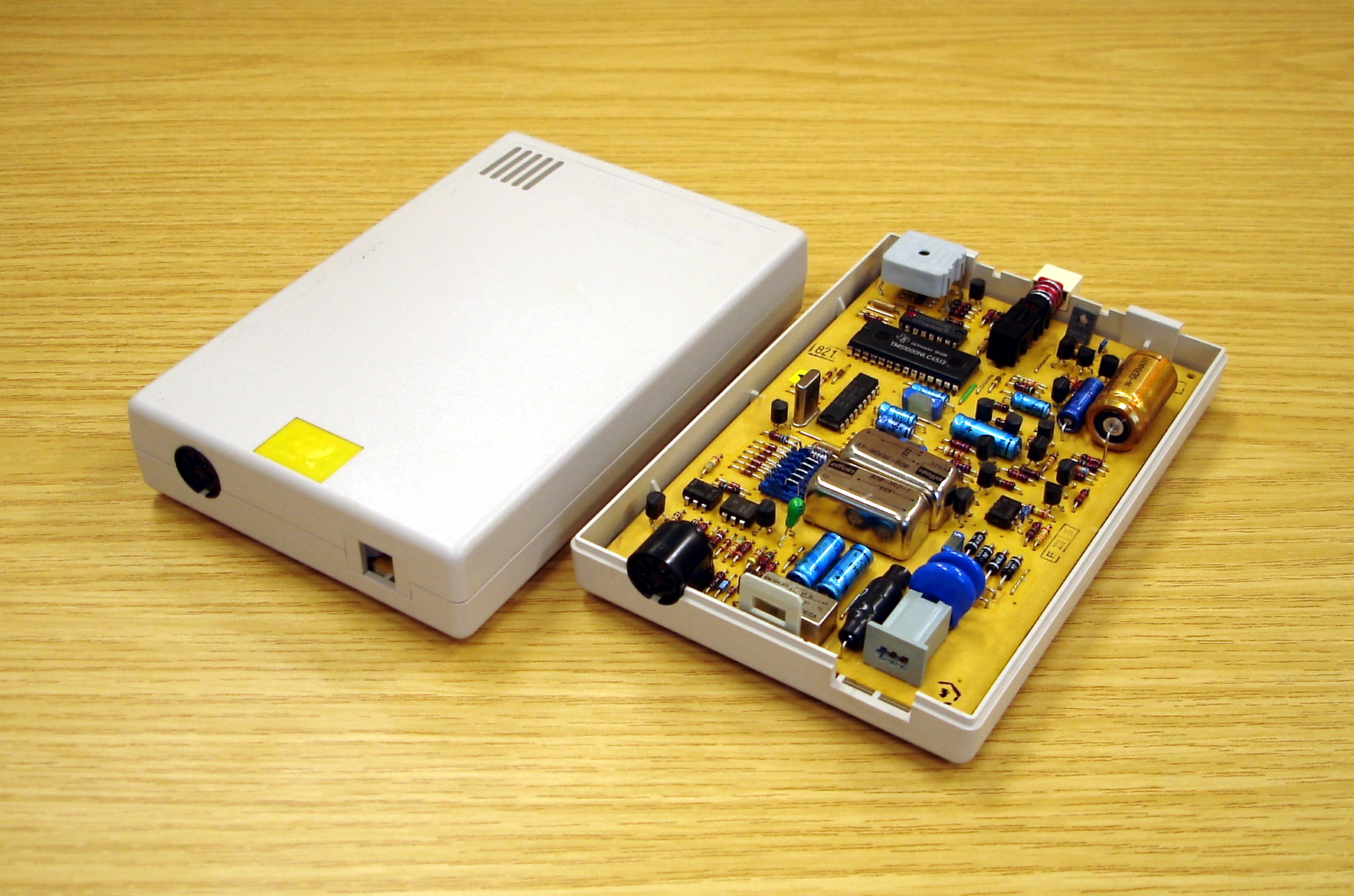
Das für Btx verwendete Modem mit fester Anschlusskennung

Öffentliche Bekanntheit erlangte der CCC am 19. November 1984 mit dem BTX-Hack, der großes Medienecho erzeugte. Durch einen Datenüberlauf im Btx-System, das von der Bundespost als sicher bezeichnet worden war, bekam ein Teilnehmer Teile des Hauptspeicherinhalts des betreffenden Serie-1-Zugangsrechners auf sein Endgerät ausgegeben. Bei einer Analyse des Dumps stellte sich heraus, dass sich darin die Zugangskennung eines Benutzerkontos der Hamburger Sparkasse (Haspa) einschließlich des Passworts im Klartext befand. Daraufhin loggte sich ein Mitglied des CCC als dieser Benutzer der Haspa ein und rief wiederholt eine kostenpflichtige Seite des CCC ab. Dadurch wurden in einer Nacht knapp 135.000 DM der Hamburger Sparkasse (Haspa) zugunsten des Kontos des Vereins fällig, die nach der Aufdeckung zurückgezahlt wurden.
Voraus ging eine Demonstration einer vergleichbaren Sicherheitslücke durch Wau Holland bei der 8. DAFTA, doch wurde das Problem bei der Post nicht behoben. Nach dem Hack erklärte Haspa-Vorstand Benno Schölermann, die Versicherung der Post, dass Btx sicher sei, sei falsch gewesen, und dass man vor der Tüchtigkeit der Leute vom CCC hohe Achtung habe.

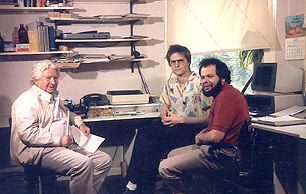
Rüdiger Proske (li.) interviewt Steffen Wernéry (m.) und Wau Holland (re.) kurz nach dem HASPA-Hack für die ARD in Wernérys Wohnung in Hamburg-Eppendorf, von wo der Hack gestartet wurde

Der CCC wurde in den kommenden Jahren bei der Schaffung des Datenschutzgesetzes in der Bundesrepublik Deutschland immer wieder konsultiert. Auch wurden Gutachten auf höchster politischer Ebene ausgestellt.
Nach dem Btx-Hack wurde der Ruf nach einer Veranstaltung immer lauter, auf der man sich den bekannten und noch kommenden Hacks widmen könne. So wurde kurzerhand Ende Dezember 1984 im Eidelstedter Bürgerhaus in Hamburg-Eidelstedt der erste Chaos Communication Congress veranstaltet.

### Klage der Vorwerk Elektrowerke GmbH & Co. KG
1985 wurde der Club in eine Angelegenheit verwickelt, in der es um Informationsfreiheit ging – eines der späteren Schwerpunktthemen des CCC. Unter Berufung auf die Informationsfreiheit sammelten sich auf den BTX-Seiten des Clubs diverse Texte zu kontroversen Themen an.
So ließ sich auch ein Auszug aus der Dissertation „Penisverletzungen bei Masturbation mit Staubsaugern“ von Michael Alschibaja Theimuras aus dem Jahr 1978 aufrufen. Da insbesondere Staubsauger des Typs Kobold von Vorwerk zu Verletzungen führten, fürchtete der Traditionsbetrieb negative Schlagzeilen und sah sich daher durch den CCC geschädigt. Er verklagte den Club auf 500.000 DM Schadensersatz wegen Rufschädigung und verlangte von der Bundespost als Betreiber des BTX-Systems eine Sperrung der Seite. Erst nachdem der Doktorvater der Dissertation und ein Betroffener nachgewiesen worden waren, zog das Unternehmen die Klage zurück.

### Eingetragener Verein
Am 14. April 1986 wurde der Chaos Computer Club e. V. gegründet und in das Vereinsregister beim Amtsgericht Hamburg unter der Nummer 10940 eingetragen. Eine Gemeinnützigkeit wurde jedoch vom Finanzamt Hamburg nicht anerkannt. Ein Artikel in der Datenschleuder 60 bringt die Motivation zur Vereinsgründung auf den Punkt: „Die damals in Aussicht stehenden Ermittlungsverfahren (wegen NASA/Span-Hack etc.) sollten klar kanalisiert werden, um eine weitergehende Kriminalisierung der Hackerszene (§ 129a) zu verhindern und vor allem die Ermittlungsverfahren an (anwaltlich) gerüstete Stellen (Vorstand) zu lenken. Das hat auch soweit ganz gut funktioniert.“
Der Verein ist das finanzielle Rückgrat der Datenschleuder und für Projekte zur Erforschung von neuen Technologien. Außerdem sind seine Sprecher als Sprachrohr der Hacker-Szene aktiv.

### NASA-Hack
An das von der NASA und ESA betriebene SPANet (Space Physics Analysis Network) waren weltweit etliche Großrechner insbesondere der Firma Digital angeschlossen. Aufgrund einer Sicherheitslücke im Betriebssystem VMS, die 1986 in den USA behoben wurde, aber erst Mitte 1987 in Europa, gelang es norddeutschen Hackern, Zugriff auf die Systeme und etliche Rechner in diesem Netzwerk zu erhalten. Hierzu zählten Maschinen der NASA, der ESA, Rechner der französischen Atomenergiekommission (Commissariat à l’énergie atomique), Universitäten und Forschungseinrichtungen. Nachweislich konnte jedoch nur Schaden auf Rechnern des „Hacker-Fahrschule“ getauften CERN entdeckt werden, von wo aus weitere Netze erreicht werden konnten.
Die norddeutschen Hacker wandten sich, als ihnen die Situation zu „heiß“ wurde, an den CCC. Dieser wiederum kontaktierte im August 1987 das Bundesamt für Verfassungsschutz, das eine vom Club zusammengestellte Liste aller „besuchten“ Vaxen an die US-amerikanischen Kollegen beim CIA weitergab. Als Folge gab es im September 1987 aufgrund von Strafanzeigen vom CERN in der Schweiz und von Philips Frankreich etliche Hausdurchsuchungen durch das BKA in Zusammenarbeit mit der französischen Staatsanwaltschaft. Es wurde der Vorwurf erhoben, dass die Rechner des Rüstungsunternehmens Thomson, heute zu Thales gehörend, in Grenoble geknackt, die Datenbestände der Zementfabrik Lafarge gelöscht und bei Philips möglicherweise Konstruktionspläne für einen Chip ausspioniert wurden.
Als glücklich mag sich erwiesen haben, dass CCC-Pressesprecher Steffen Wernéry während der Hausdurchsuchung ein in der Nähe befindliches TV-Team des Senders Sat.1 traf. Damit wurde die Hausdurchsuchung Teil der Live-Berichterstattung in den Abendnachrichten des Senders.
Am 14. März 1988 reiste Wernéry zur SECURICOM 88, dem 6. Internationalen Kongress über Datenschutz und Datensicherheit, nach Paris. Bei der Ankunft am Flughafen wurde er auf Grund einer Strafanzeige von Philips Frankreich verhaftet und zum Verhör festgehalten. Am 20. Mai 1988 wurde er aus der Haft entlassen und konnte nach Deutschland zurückkehren.

### KGB-Hack
Aus dem NASA-Hack entstand der KGB-Hack, oder vielmehr haben beide parallel stattgefunden. Zu einem kleinen Teil waren dieselben Personen beteiligt. Zusammengefasst wurden erspähte Daten aus westlichen Computern in den Osten verkauft. Der Hauptbeteiligte Karl Koch wurde nach mehreren Therapien zur Erholung von seiner Drogensucht und nach Aussagen gegenüber dem Verfassungsschutz im Juni 1989 tot in einem Wald im niedersächsischen Landkreis Gifhorn aufgefunden. Amtlich wurde als Todesursache Selbstverbrennung angegeben.
Infolge des KGB-Hacks und der Ermittlungsarbeiten durch den Verfassungsschutz wurde besonders im Hamburger Club das Misstrauen unter den eigenen Mitgliedern immer größer. Die nächsten Jahre waren davon geprägt, dass kaum noch große Aktionen angegangen wurden. Dessen ungeachtet wurde weiterhin regelmäßig der jährliche Chaos Communication Congress ausgerichtet, auch Die Datenschleuder erschien meist viermal im Jahr, und auf der Cebit traf man sich jährlich am Chaosdienstag zur „Belagerung“ der Post, später dann der Telekom.

### Wiedervereinigung unter Hackern
Die politische Wende in Deutschland nach dem Mauerfall nutzte der CCC, um Verbindungen in die damalige DDR zu knüpfen. Zwar hatte der Osten in den späten 80er Jahren stark in der Computertechnik aufgeholt, jedoch waren der Zugang und die Beschaffung von West-Technik durch die CoCom-Liste untersagt geblieben oder unerschwinglich teuer.
Schon im Februar 1990 wurde eine „Hacker-Wiedervereinigung“ unter dem Namen KoKon („Kommunikationskongress“; die Anlehnung an CoCom war durchaus beabsichtigt) im Haus der jungen Talente im Berliner Osten ausgerichtet. Die zweitägige Veranstaltung wurde vom Computer Club im HdjT zusammen mit dem Chaos Computer Club organisiert. Infolgedessen wurde ein neuer CCC Berlin gegründet, der sich in den Wirren der Wiedervereinigung einen Clubraum in Berlin-Mitte, zwischen Friedrichstraße und Reichstag gelegen, ergattern konnte.

### Dezentralisierung des Clubs
Aufgrund diverser Meinungsverschiedenheiten, insbesondere mit dem Stammclub in Hamburg, entwickelten sich Anfang der 1990er Jahre immer mehr regionale Gruppen des CCC, die jedoch oft nicht zur Zusammenarbeit mit Hamburg zu bringen waren. Neben der Neugründung in Berlin gab es einen CCC in Oldenburg, in Lübeck (der zeitweilig die Herausgabe der Datenschleuder koordinierte), und eine Gruppe in Ulm. In Bielefeld entstand bereits 1987 auf Initiative der Künstler Rena Tangens und padeluun der dem CCC nahestehende, aber auf andere Schwerpunkte ausgerichtete Verein Digitalcourage (ehemals FoeBuD), der heute die Big Brother Awards ausrichtet und in Bereichen des Datenschutzes und der Überwachung mit dem CCC zusammenarbeitet.
Dazu kommt eine ganze Reihe an kleinen Clubs, die an Orten entstanden, in die es ehemalige Mitglieder der großen Clubs verschlug. Dazu zählen die Gruppen in Köln oder Heidelberg. In der Hackerethik wird die Förderung der Dezentralität als wichtiges Ziel betont. Selbst die 1986 verabschiedete Satzung des CCC e. V. sah die Gründung von eigenständigen Erfahrungsaustausch-Kreisen (Erfa-Kreisen) vor.

### Trittbrettfahrer
Zur Zeit des beginnenden Internetbooms war das Geschäft mit technisch schlecht beratenen Personen besonders gut. Auf diesen Zug sprangen Personen wie Sönke Ungerbühler auf. Als vorgebliches Mitglied des CCC behauptete er gegenüber Vorstandsmitgliedern von Banken und Wirtschaftsunternehmen, dass er durch Hacking auf brisante Informationen gestoßen sei, die für die Presse ein gefundenes Fressen seien. Gegen Zahlung von mehreren Tausend DM würde er jedoch schweigen und das aufgedeckte Material übergeben. Die Treffen wurden meistens in London, Cambridge oder Brüssel vereinbart, wo Ungerbühler dann einen Satz leere Disketten überreichte. Aus Angst vor Rufschädigung wurden diese Betrugsfälle selten angezeigt. So trieb Ungerbühler lange Zeit im Namen des CCC sein Unwesen, ohne dass der Verein davon wusste. Aus der ersten Haft, die durch einen vorsichtigen Journalisten eingeleitet wurde, konnte Ungerbühler nach London fliehen. Dort kam es zu weiteren Treffen, jedoch konnte ihn ein Sportartikelhersteller zur Übergabe in Deutschland überreden, wo er von der Polizei überwältigt werden konnte. Nach seiner Festnahme berichtete Ungerbühler, dass ihm das Schweigegeld von den verunsicherten Führungskräften teilweise geradezu aufgedrängt worden sei. Außerdem habe Ungerbühler laut eigener Aussage keine Ahnung von Computern.
Häufig im CCC-Umfeld anzutreffen war in dieser Zeit Kim Schmitz alias Kimble, der sich als Sicherheitsberater ausgab. Er beteiligte sich an der Newsgroup de.org.ccc im Usenet und wurde somit oft mit dem CCC in Verbindung gebracht. Nach seiner Verurteilung wegen Betrugsdelikten erhielt er ein Hausverbot zu CCC-Veranstaltungen.

### GSM-Hack

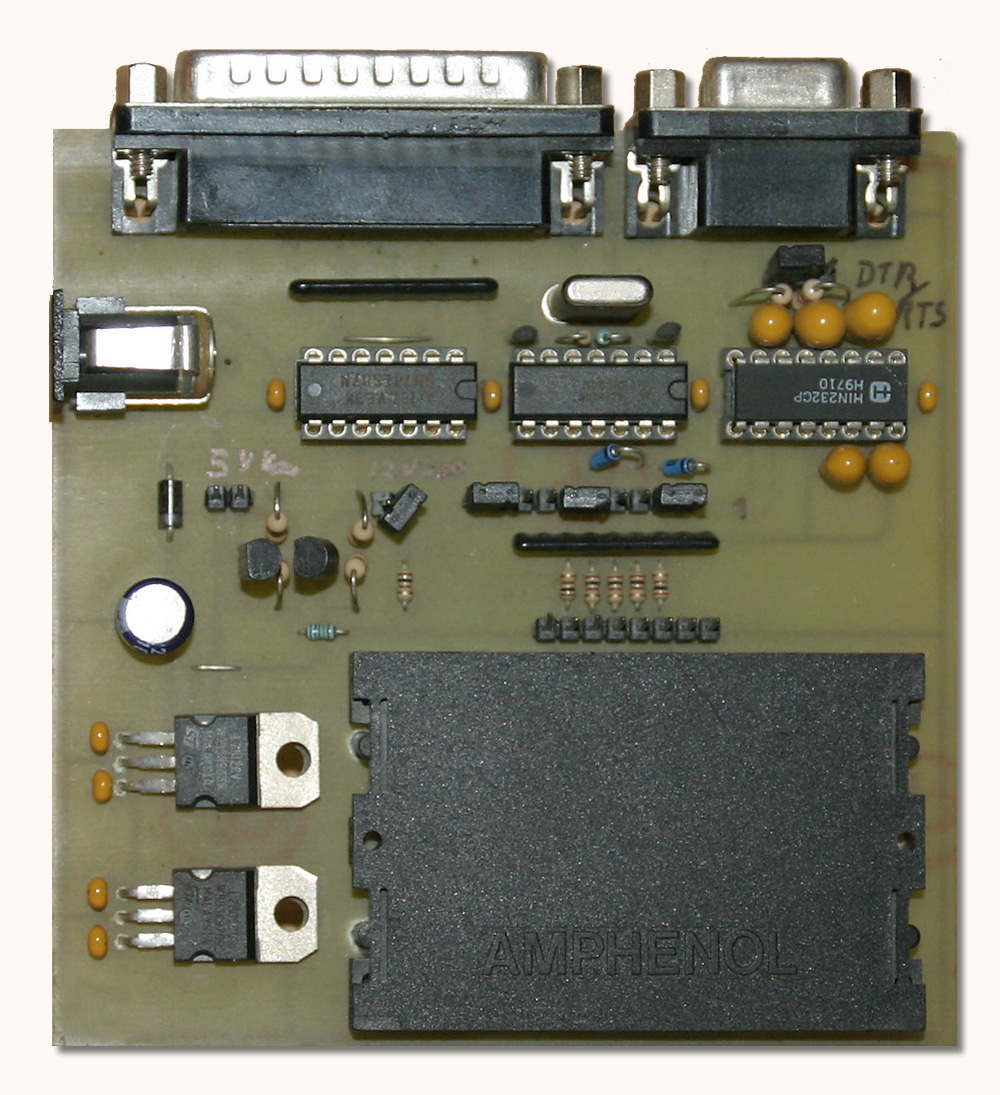
Der von Tron entwickelte SIM-Kartenleser

Ende 1997 wurde der Algorithmus COMP128 bekannt, der für die Verschlüsselung des sogenannten Identifikations-Code auf GSM-Karten – in Deutschland nur von Mannesmann Mobilfunk – verwendet wurde. Dadurch wurde es technisch möglich, eine GSM-Karte zu klonen, was der CCC im Frühjahr 1998 bewies.
Mit geklonten Karten lassen sich nicht nur Gespräche auf Kosten des ursprünglichen Teilnehmers absetzen, es wird auch mit seiner Identität telefoniert. Eine einmal eingegebene PIN muss kein weiteres Mal eingegeben werden. Insbesondere Händler von GSM-Karten standen somit in Verdacht, die entdeckte Lücke ausnutzen zu können; denn sie hatten ungestörten Zugang zu Karten und den dazugehörigen PINs, da die damals verwendeten Briefe leicht zerstörungsfrei geöffnet und später wieder geschlossen werden konnten.
Das Problem konnte nur durch Umstellung des Verschlüsselungsverfahrens und Austausch der Karte behoben werden. Jedoch sollen laut dem Weltmarktführer bei SIM-Karten, Schlumberger, selbst 2002 noch etwa 30 % der im Umlauf befindlichen Karten mit dem anfälligen COMP128-Algorithmus ausgestattet gewesen sein.

### Camp und Regionalveranstaltungen

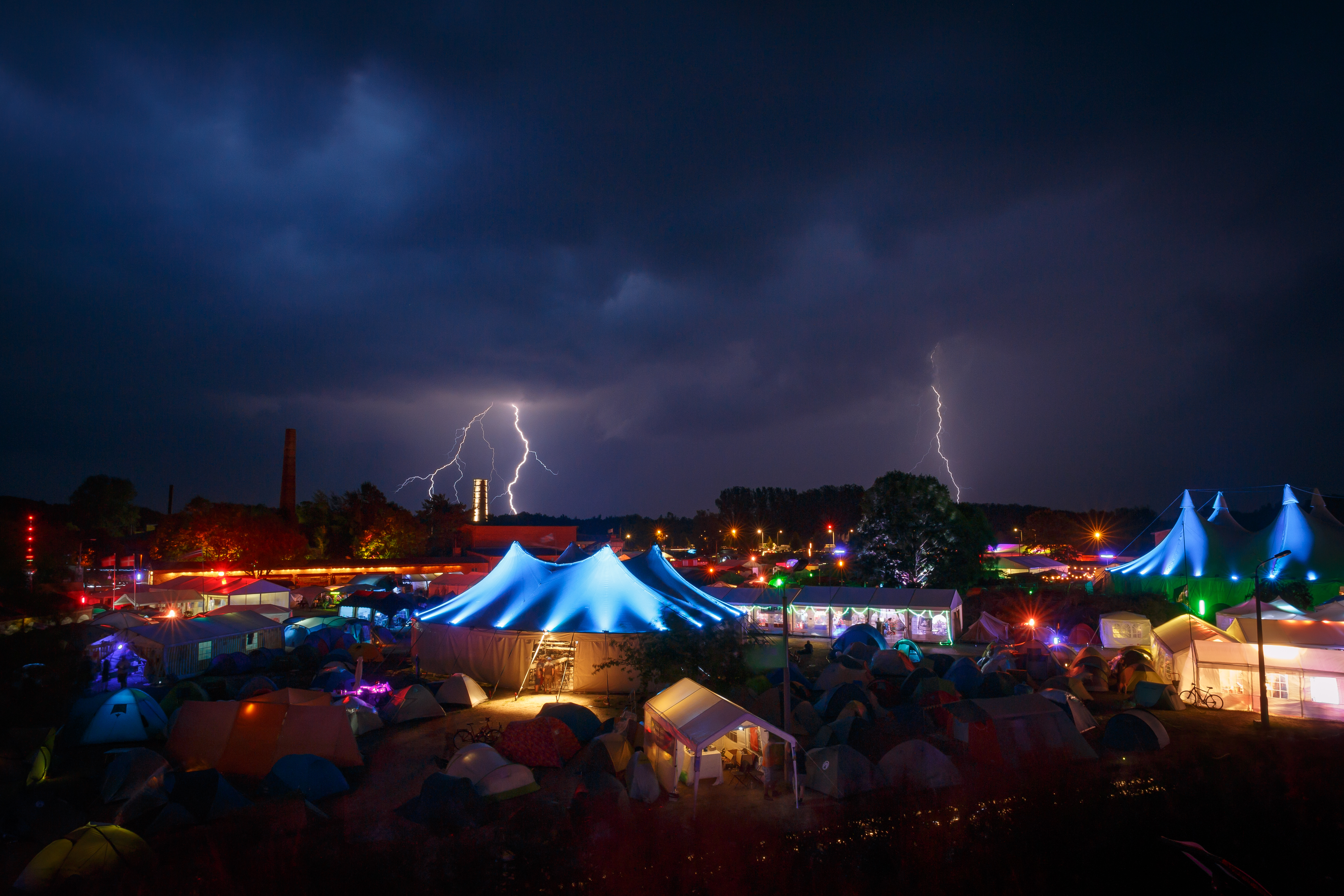
Das CCCamp15 in Mildenberg mit Gewitter im Hintergrund.

1999 fand in Altlandsberg das erste Chaos Communication Camp mit etwa 1.500 Personen statt.
Ostern 2001 kehrte der CCC mit dem ersten Easterhegg in das Eidelstedter Bürgerhaus zurück. 2002 kamen die jährlich stattfindende Gulaschprogrammiernacht (GPN) des Karlsruher Erfa-Kreises und die Intergalaktische Club-Mate Party (ICMP) des Erlanger Erfa-Kreises hinzu, ein kleines Hacker-Camp, das alle zwei Jahre in Münchsteinach in der Nähe von Erlangen stattfindet. Seit 2004 veranstaltet der Erfa-Kreis Dresden jährlich die zweitägige Informationsveranstaltung Datenspuren. Von 2016 bis 2021 veranstaltete der Chaos Computer Club Wien jährlich die PrivacyWeek.

### Blinkenlights

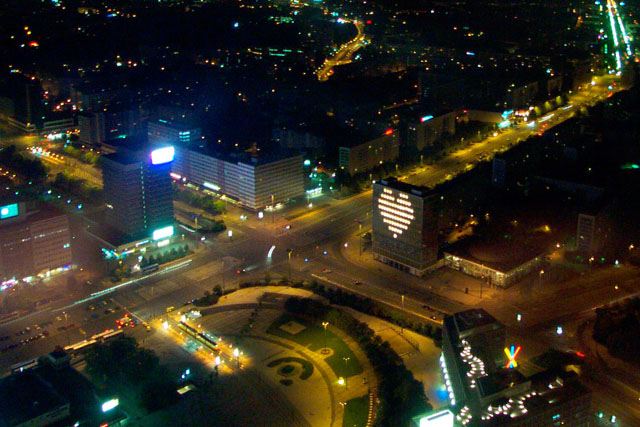
Blinkenlights vom Berliner Fernsehturm aus gesehen

Im Jahr 2001 feierte der Club sein 20-jähriges Bestehen mit der interaktiven Lichtinstallation Blinkenlights am Haus des Lehrers auf dem Alexanderplatz in Berlin. Im Oktober 2002 entstand mit dem Fortsetzungsprojekt Blinkenlights Arcade an der Fassade der neuen Bibliothèque nationale de France in Paris mit 3.370 m² das bisher größte Display. 2008 wurde eine weitere Fortsetzung in Toronto umgesetzt: Blinkenlights Stereoscope.

### Internetzensur in Nordrhein-Westfalen
Im Herbst 2001 zeigte die Bezirksregierung Düsseldorf mit ihrem Regierungspräsidenten Jürgen Büssow an der Spitze Bestrebungen, unter Berufung auf den Mediendienstestaatsvertrag zumindest in Nordrhein-Westfalen „ungewünschte“ Inhalte im Internet zu sperren. Eine der Aktionen des CCC war im April 2002 die erste von ihm organisierte Straßendemonstration in seiner Geschichte. Etwa 400 Teilnehmer zogen durch die Düsseldorfer Altstadt mit Kundgebung vor dem Schlossturm und Abschlusskundgebung bei einem direkten Gespräch mit Jürgen Büssow vor dem Gebäude der Bezirksregierung. Hierbei wurden ihm eine rote Netzwerkkarte und ein Ausdruck der von der Initiative ODEM erstellten Unterschriftenliste gegen die Netzzensur überreicht.

### T-Com-Hack
Am 26. Juli 2004 veröffentlichte der freie IT-Unternehmer Dirk Heringhaus in der Datenschleuder einen Bericht über Sicherheitslöcher im Auftragsabwicklungssystem OBSOC der Deutschen Telekom. Heringhaus bezeichnete diese Aktion als T-Hack. Es handelte sich um den Zugriff auf abgeänderte URLs, was den Zugang zu geschützten Daten in der OBSOC-Datenbank ermöglichte. Das Problem konnte nur nach anfänglichem Widerwillen der Deutschen Telekom behoben werden. Unter den betroffenen Nutzergruppen waren unter anderem der Bundesnachrichtendienst und die GSG 9.

### Nedap-Hack
Mitglieder des CCC und die niederländische Stiftung „Wij vertrouwen stemcomputers niet“ („Wir vertrauen Wahlcomputern nicht“) demonstrierten im Dezember 2006, wie leicht sich ein Wahlcomputer der Firma Nedap manipulieren lässt. Auswirkungen des Hacks waren erhöhte Sicherheitsmaßnahmen bei mehreren Wahlen in Deutschland, ein Verzicht der Stadt Cottbus und weiterer kleiner Gemeinden, Wahlcomputer zu kaufen, und der Entzug der Zulassung für Wahlcomputer der Firma SDU sowie der Firma Nedap in den Niederlanden. Aufgrund des Hacks wurde Anfang 2007 in Deutschland eine Wahlprüfungsbeschwerde beim Bundesverfassungsgericht eingereicht. Dazu führte der CCC in Zusammenarbeit mit der Stiftung „Wij vertrouwen stemcomputers niet“ nach einer Anfrage des Gerichts eine Untersuchung durch, die im Mai 2007 veröffentlicht wurde. Die Untersuchung fasste die bereits aufgedeckten Mängel zusammen, beschrieb neue Angriffsszenarien und riet von der Verwendung von Nedap-Wahlcomputern ab. Mit dem Urteil vom 3. März 2009 erklärte das Bundesverfassungsgericht den Einsatz der Wahlcomputer bei der Bundestagswahl 2005 für verfassungswidrig.
Am 23. Januar 2008 wies der Staatsgerichtshof Hessen den Antrag des CCC auf einstweilige Anordnung zurück und ließ die Wahlcomputer für die hessischen Landtagswahlen zu. Nach der Landtagswahl in Hessen am 27. Januar 2008 legte der CCC beim Staatsgerichtshof Hessen einen Einspruch gegen die Wahl ein. Dazu wurde aufgrund von vorgezogenen Neuwahlen in der Sache nicht mehr entschieden. Ab der Landtagswahl vom 18. Januar 2009 wurde vom hessischen Innenministerium keine Genehmigung zum Einsatz der Wahlcomputer mehr erteilt.
Im Zuge der Kampagne gegen Wahlcomputer wurden auch zwei Sicherheitslücken beim sogenannten Hamburger Wahlstift veröffentlicht.

### Fingerabdruckveröffentlichung
Ende März 2008 veröffentlichte der CCC in seiner Mitgliederzeitschrift einen angeblichen Fingerabdruck von Innenminister Wolfgang Schäuble. Dies geschah aus Protest gegen die geplante Ausweitung der Verwendung von biometrischen Daten, z. B. im sogenannten E-Pass. Der CCC wollte damit deutlich machen, wie leicht der eigene Fingerabdruck „gestohlen“ und von anderen Personen benutzt werden könne. Im vorliegenden Fall seien die Fingerabdrücke von einem Wasserglas abgenommen worden, aus dem Wolfgang Schäuble bei einer Podiumsdiskussion getrunken haben soll.
Schäuble kommentierte den Bericht: „Mein Fingerabdruck ist kein Geheimnis, den kann jeder haben“.

### Chaos macht Schule
Chaos macht Schule ist eine seit 2007 bestehende Initiative mehrerer Erfakreise des CCC, die mit verschiedenen Bildungsinstitutionen zusammenarbeiten. Ziel dieser Initiative ist es, Schüler, Eltern und Lehrer in den Bereichen Medienkompetenz und Technikverständnis zu stärken.

### Datenbrief
Der Datenbrief ist eine Forderung des Chaos Computer Clubs zur Verbesserung des Datenschutzes. Das Konzept sorgte vor allem Anfang 2010 für Diskussionen in der Politik.

### Staatstrojaner
Anfang Oktober 2011 veröffentlichte der Chaos Computer Club eine technische Analyse einer angenommenen Version einer staatlichen Spionagesoftware, eine der untersuchten Varianten wurde in einem Ermittlungsverfahren in Bayern verwendet. In der Analyse kam der CCC zu dem Schluss, dass die verfassungsrechtlich vorgeschriebenen Befugnisse in vielerlei Hinsicht weit überschritten worden seien. So sei es z. B. entgegen früheren Beteuerungen möglich, Daten auf dem infizierten System zu verändern oder angeschlossene Geräte (Mikrofon, Kamera) für einen „großen Lauschangriff“ zu nutzen. Am 10. Oktober bestätigte der zuständige bayerische Innenminister Joachim Herrmann, dass die Software aus Bayern stammt und dort vom Landeskriminalamt eingesetzt wurde. Diese Aktion könnte jedoch ein strafrechtliches Nachspiel haben. „Insgesamt erscheint es nicht ausgeschlossen, dass die Veröffentlichung des Quellcodes eines sogenannten staatlichen Trojaners als Tathandlung einer Strafvereitelung gemäß Paragraf 258 Strafgesetzbuch angesehen wird.“

### PC-Wahl-Hack
Am 7. November 2017 veröffentlichte der Chaos Computer Club eine technische Analyse der bei verschiedenen Wahlen eingesetzten Software PC-Wahl 10. Bei der Analyse wurden mehrere gravierende Sicherheitsmängel festgestellt. Bemängelt wurden der Updatemechanismus, die Sicherheit des Updateservers und die Anfälligkeit des Exports der Wahlergebnisse.

### Sicherheitslücke im Gesundheitsnetzwerk und bei Hotelschlössern
Im Jahr 2019 entdeckten Mitglieder des Chaos Computer Club Sicherheitslücken im deutschen Gesundheitsnetzwerk sowie in Bluetooth-basierten Hotelschlössern.

### Beurteilung von Apps zur Kontaktpersonennachverfolgung
Im April 2020 veröffentlichte der Chaos Computer Club zehn Prüfsteine für die Beurteilung von Apps zur Kontaktpersonennachverfolgung aus technischer und gesellschaftspolitischer Perspektive. Unter anderem fordert der Verein eine vollständig anonyme Kontaktpersonennachverfolgung, Datensparsamkeit und Quelloffenheit.
Die Luca-App, die im Rahmen der Corona-Pandemie entwickelt wurde, erhielt im April 2021 ein verheerendes Urteil vom CCC. Der CCC bemängelt ein „zweifelhaftes Geschäftsmodell, mangelhafte Software, Unregelmäßigkeiten bei der Auftragsvergabe“ sowie die Verpflichtung zur Nutzung der App wie sie in Mecklenburg-Vorpommern angeordnet worden ist. Außerdem würde die Luca-App keinen der Prüfsteine des CCCs erfüllen.

### Kritik an der gematik zum Austausch von Konnektoren in Arztpraxen
Im Jahr 2022 erklärte der CCC den geplanten Austausch von Konnektoren – speziellen Internetroutern mit zeitlich befristeten Sicherheitszertifikaten in ihren Speichern – in Arztpraxen und anderen Gesundheitsdienstleistern für unnötig, da Software-Updates der Zertifikate möglich sind. So ließen sich hunderte Millionen Euro bei den Krankenkassen einsparen.

### Kritik an der elektronischen Patientenakte
Während der Opt-in-Phase der elektronischen Patientenakte (ePA) ab 2021 deckten Sicherheitsforscher des CCC einige gravierende Probleme im Bezug auf Sicherheit und Datenschutz auf. Beispielsweise war es recht einfach möglich, sich als Arztpraxis auszugeben und somit auf diverse Patientendaten zuzugreifen. Außerdem war es möglich, Zugriffsdaten für beliebige Patienten zu generieren und somit direkten Zugriff auf alle Patientendaten zu erhalten. Der CCC forderte die Verschiebung der geplanten bundesweite Einführung der ePA als Opt-out im März 2025, bis die Sicherheitslücken geschlossen sind.
Nachdem sich das geplante bundesweite Einführungsdatum der Version 3.0 der ePA weiter verschob, ergab eine erneute Einstufung im April 2025, dass immer noch wesentliche Sicherheitsprobleme bestanden.

## Sprecher und bekanntere Mitglieder des CCC
- Wau Holland (1951–2001)
- Bernd Fix (* 1962)
- Martin Haase (* 1962)
- Karl Koch (1965–1989)
- Jan Krissler
- Constanze Kurz (* 1974)
- Andy Müller-Maguhn (* 1971)
- Karsten Nohl (* 1981)
- padeluun
- Tim Pritlove (* 1967)
- Linus Neumann (* 1983)
- Daniel Domscheit-Berg (* 1978)
- Frank Rieger (* 1971)
- Rena Tangens
- Jörg Tauss (* 1953)
- Tron (1972–1998)
- Fefe (* 1973; Mitglied bis 2016)
- Siegfried Kärcher (* 1974)
- Elina Eickstädt (* 1995)[58]
- Matthias Marx (* 1988)[59]

## Ehrenmitglieder
Ehrenmitglieder des Chaos Computer Clubs sind:
- Marc-André Janizewski seit 2016[60]
- Markus Ossevorth seit 2016[60]
- Edward Snowden seit 2014[61]
- Chelsea Manning seit 2014[61]
- Peter Glaser[62] seit 2006
- Michael Gerdes (besser bekannt als „Papillon Butterfrog“) seit 2012[63]
- Sven Gohdes seit 2012[64]
- John Young seit 2002
- Steffen Wernéry[65]
- Günther Leue seit 1999
- Rolf Würdemann (besser bekannt als „rowue“) seit 1997
- Wolfgang Mischke (besser bekannt als „tazelwolf“) seit 1995
- Jan A. Nicholas (besser bekannt als „Esco“) seit 1995
- Horst Völz seit 1995
- Konrad Zuse seit 1995 (konnte ihm aber zu Lebzeiten nicht mehr mitgeteilt werden)
- Hartmut Schröder (besser bekannt als „Hacko“) seit 1992[66]
- Rena Tangens seit 1992[66]
- padeluun seit 1992[66]
- Barbara Thöns seit 1992[66]
- Erich Engelter seit 1990
- Andy Müller-Maguhn[67] seit 1990
- Wau Holland seit 1990

## Logos

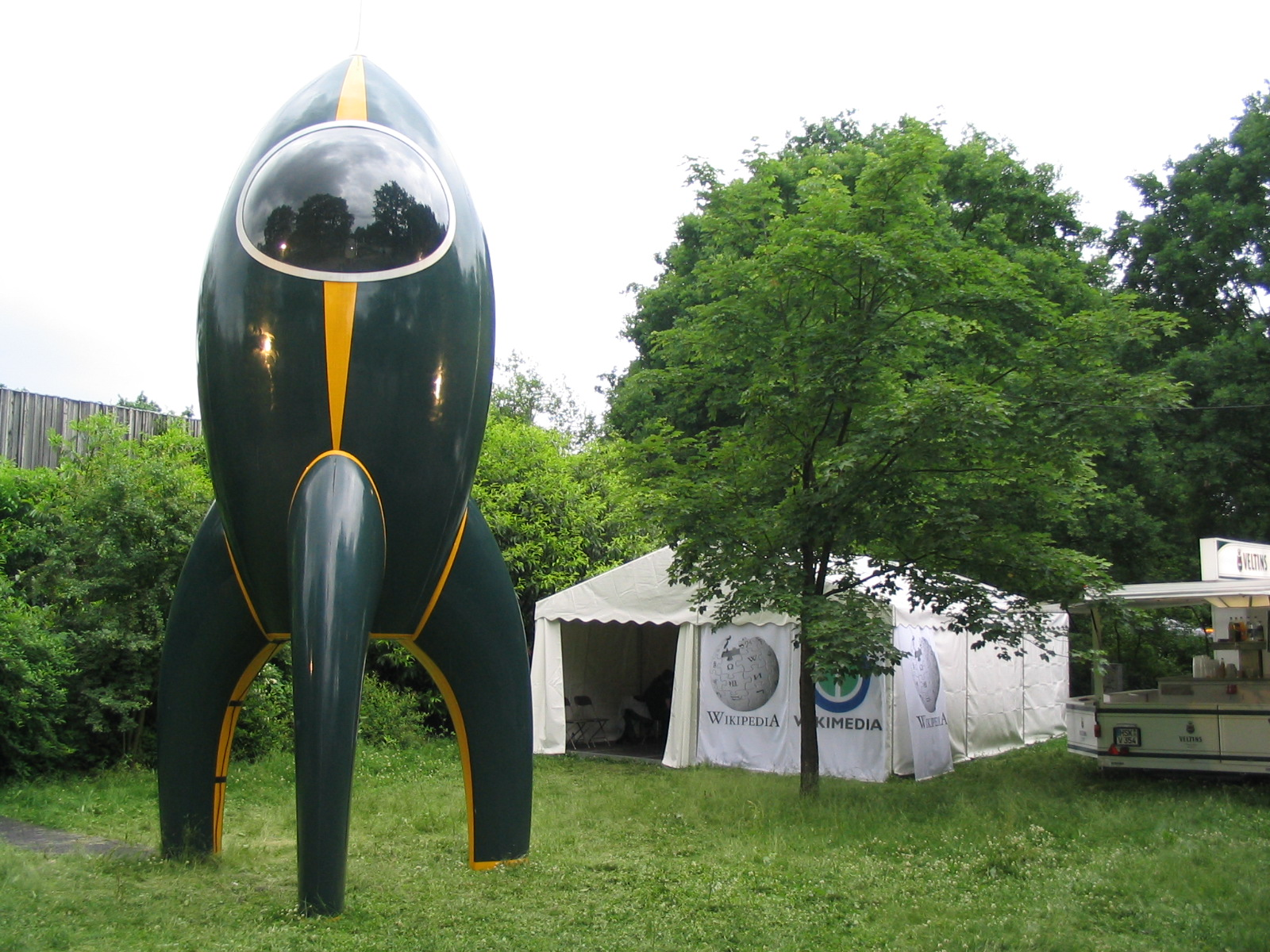
„Fairydust“ auf dem Berlin-05-Festival

Im CCC und Umfeld sind drei Logos/Symbole anzutreffen:
1. Der „Chaosknoten“ oder „Datenknoten“ als offizielles Logo des CCC e. V. ist ein spiegelbildlich dargestelltes Logo des Bundespost-Kabel-TV mit verlängertem und verknotetem Kabelausgang (siehe Bild oben). Es ist seit mindestens 1984 in Gebrauch.[68]
2. Das „Pesthörnchen“ oder der „Datenpirat“ als Logo der Community; ursprünglich von Reinhard Schrutzki 1990 für den FoeBuD entworfen, stellt ein zum Totenkopf mutiertes altes Bundespost-Logo (noch mit Telekommunikationsblitzen) dar.[69][70]
3. Die Rakete „Fairydust“ als Logo von CCC-Veranstaltungen; schon zum 1. Chaos Communication Camp 1999 wurde die bauchige und dreifüßige Rakete (6,40 Meter hoch[71]) als Logo verwendet, erhielt jedoch erst zum 2. Camp 2003 ihren Namen und wird inzwischen, als sieben Meter großer und begehbarer Nachbau, beim Chaos Communication Congress und anderen Veranstaltungen angetroffen.

## Film
- All Creatures Welcome. Dokumentarfilm, Deutschland 2018, 87 Min., Buch und Regie: Sandra Trostel
- Alles ist Eins. Ausser der 0. Dokumentarfilm, Deutschland 2020, 90 Min., Regie und Buch: Klaus Maeck und Tanja Schwerdorf[72]
- Der Chaos Computer Club – Hacker, Freaks und Funktionäre, Dokumentarfilm, Deutschland 2016, 40 Min., Regie: Andreas G. Wagner
- Die Akte CCC – Der Chaos Computer Club, Dokumentarfilm, Deutschland 2010, 27 Min., Regie: Uta Meyer, Gabi Glasstetter[73]